# Nowa Wieś (Domaszowice)
Nowa Wieś (deutsch: Erdmannsdorf) ist ein Ort in der Landgemeinde Domaszowice im Powiat Namysłowski der Woiwodschaft Opole in Polen. Ortsteil von Nowa Wieś ist der Weiler Międzybrodzie (Wiesenau).

## Geographie
Das Straßendorf Nowa Wieś liegt fünf Kilometer südöstlich von Domaszowice (Noldau), 18 Kilometer südöstlich von Namysłów (Namslau) und 60 Kilometer nördlich von Opole (Oppeln) in der Nizina Śląska (Schlesische Tiefebene) am Bach Czarna Woda. Südlich erstrecken sich weitläufige Waldgebiete.
Nachbarorte von Nowa Wieś sind im Südwesten Zofijówka (Sophienthal), Nordwesten Wielołęka (Bachwitz) und im Nordosten Duczów Mały (Klein Deutschen).

## Geschichte
Erdmannsdorf wurde im Zuge der Friderizianischen Kolonisation Schlesienw 1772 als Kolonie gegründet.
Nach der Neuorganisation der Provinz Schlesien gehörte die Landgemeinde Erdmannsdorf ab 1816 zum Landkreis Namslau, mit dem es bis 1945 verbunden blieb. 1845 bestanden im Dorf eine evangelische Schule und 23 Häuser. Die Einwohnerzahl lag damals bei 163, davon 50 katholisch. 1874 wurde der Amtsbezirk Wallendorf gegründet, dem die Landgemeinden Bachwitz, Dziedzitz, Erdmannsdorf, Noldau, Sophienthal und Wallendorf sowie die Gutsbezirke Bachwitz, Noldau, Wallendorf und Wallendorf, Forst umfasste.
Bei der Volksabstimmung in Oberschlesien am 20. März 1921, bei welcher auch ein kleiner Teil Niederschlesiens miteingeschlossen wurde, stimmten in Erdmannsdorf 155 Wahlberechtigte für einen Verbleib bei Deutschland und sechs für Polen. Erdmannsdorf verblieb beim Deutschen Reich. 1925 zählte Erdmannsdorf 175 Einwohner. Am 1. April 1937 wurde Erdmannsdorf nach Bachwitz eingemeindet. 1939 wurden 783 Einwohner gezählt.
Als Folge des Zweiten Weltkrieges fiel Erdmannsdorf mit dem größten Teil Schlesiens 1945 an Polen. Nachfolgend wurde es in Nowa Wieś umbenannt und der Woiwodschaft Schlesien und 1950 der Woiwodschaft Opole zugeteilt. Seit 1999 gehört es zum Powiat Namysłowski.